# Liste der Baudenkmäler in Immenreuth
Auf dieser Seite sind die Baudenkmäler in der Oberpfälzer Gemeinde Immenreuth zusammengestellt. Diese Tabelle ist eine Teilliste der Liste der Baudenkmäler in Bayern. Grundlage ist die Bayerische Denkmalliste, die auf Basis des Bayerischen Denkmalschutzgesetzes vom 1. Oktober 1973 erstmals erstellt wurde und seither durch das Bayerische Landesamt für Denkmalpflege geführt wird. Die folgenden Angaben ersetzen nicht die rechtsverbindliche Auskunft der Denkmalschutzbehörde.

## Baudenkmäler nach Gemeindeteilen

### Ahornberg
| Lage                    | Objekt      | Beschreibung | Akten-Nr.             | Bild |
| ----------------------- | ----------- | --- | --------------------- | ---- |
| Ahornberg 24 (Standort) | Ortskapelle | Massivbau mit Satteldach, einfacher Putzgliederung und Dachreiter, bezeichnet mit „1837“, erneuert 1907; mit Ausstattung | D-3-77-127-1 Wikidata | BW   |

### Döberein
| Lage                   | Objekt              | Beschreibung                         | Akten-Nr.             | Bild |
| ---------------------- | ------------------- | ------------------------------------ | --------------------- | ---- |
| In Döberein (Standort) | Kapellenausstattung | Neugotisch, 1875, in Neubau von 1990 | D-3-77-127-3 Wikidata | BW   |

### Schadersberg
| Lage                       | Objekt      | Beschreibung | Akten-Nr.             | Bild        |
| -------------------------- | ----------- | --- | --------------------- | ----------- |
| In Schadersberg (Standort) | Ortskapelle | Verputzter und dreiseitig geschlossener Massivbau mit Satteldach und Dachreiter, Glockenstuhl bezeichnet mit „1840“, Chörchen wohl 18. Jahrhundert; mit Ausstattung | D-3-77-127-2 Wikidata | Ortskapelle |